# Ruy Castro
Ruy Castro (Caratinga, Minas Gerais, 1948. február 26. vagy február 27. –) brazil újságíró, író, műfordító és biográfus. Ismert Bossa nova témájú műveiről, és több híres személynek, mint Garrinchának, Nelson Rodriguesnek és Carmen Mirandának is ő írta életrajzát.

## Művei
- Chega de Saudade: A história e as histórias da Bossa Nova - 1990;
- O Anjo Pornográfico: A vida de Nelson Rodrigues - 1992;
- Saudades do Século XX - 1994;
- Estrela Solitária - Um Brasileiro Chamado Garrincha - 1995 (1996-ban Jabuti-díjat nyert);[3]
- Ela é Carioca - 1999;
- Bilac Vê Estrelas - 2000;
- O Pai que era Mãe - 2001;
- A Onda que se Ergueu no Mar - 2001;
- Carnaval no Fogo - 2003;
- Flamengo: O Vermelho e o Negro - 2004;
- Amestrando Orgasmos - 2004;
- Carmen - Uma Biografia - 2005 (2006-ban Jabuti-díjat nyert[4]);
- Rio Bossa Nova - 2006;
- Tempestade de Ritmos - 2007;
- Era no tempo do rei: Um romance da chegada da corte - 2007;
- Terramarear (Heloísa Seixas-szal) - 2011;
- Morrer de Prazer - Crônicas da Vida por um Fio - 2013;
- Letra e música - 2013
- A noite do meu bem - a história e as histórias do Samba-Canção - 2015